# Malînivka, Huleaipole
Malînivka (în ucraineană Малинівка) este o comună în raionul Huleaipole, regiunea Zaporijjea, Ucraina, formată numai din satul de reședință.

## Demografie
Componența lingvistică a comunei Malînivka
     Ucraineană (97,51%)
     Rusă (2,38%)
     Alte limbi (0,11%)
Conform recensământului din 2001, majoritatea populației comunei Malînivka era vorbitoare de ucraineană (97,51%), existând în minoritate și vorbitori de rusă (2,38%).